# Setques
Setques (Nederlands: Zetteke) is een gemeente in het Franse departement Pas-de-Calais (regio Hauts-de-France) en telt 618 inwoners (2005). De plaats maakt deel uit van het arrondissement Sint-Omaars.
In een ver verleden had het dorp een Vlaamsklinkende naam; tot de 14e eeuw werd Setheke of Zetteke geschreven; de huidige naam is daarvan een Franse fonetische nabootsing.

## Geografie
De oppervlakte van Setques bedraagt 3,9 km², de bevolkingsdichtheid is 158,5 inwoners per km².
De onderstaande kaart toont de ligging van Setques met de belangrijkste infrastructuur en aangrenzende gemeenten.

## Demografie
Onderstaande figuur toont het verloop van het inwonertal (bron: INSEE-tellingen).